# Церква святого Миколая (Нахічевань-на-Дону)
Церква Святого Миколая (вірм. Սուրբ Նիկողայոս եկեղեցի) — вірменський православний храм міста Нахічевані-на-Дону. Розташовувався на розі 1-ї лінії і 1-ї вулиці Пролетарської. Церква була знесена в 1930-х роках.

## Історія
Дерев'яна церква Святого Миколая була закладена в 1781 році і освячена 10 вересня 1783 року. Це була одна з перших церков в Нахічевані-на-Дону. Вулиця, на якій знаходилася церква, отримала в її честь назва Микільської (нині це вулиця Листопадова). Через деякий час замість дерев'яної церкви звели кам'яний храм, який розташовувався на північ — на розі 1-ї лінії і 1-й Успенській вулиці (нині Пролетарської).
Храм мав три входи з чотириколонними портиками. Над головним (західним) входом височіла дзвіниця. Головний обсяг храму і дзвіницю вінчали класичні купола. В 1862 році в храмі проходив капітальний ремонт. В кінці XIX століття купола храму були замінені традиційними вірменськими восьмигранними шатрами. 28 квітня 1902 року на дзвіницю Микільської церкви був поставлений найбільший дзвін вагою 41 пудів 30 фунтів (близько 650 кг).
При храмі існував вірменський цвинтар, де були поховані багато відомих городяни: депутат Ованес Абрамян, їздив до Санкт-Петербурга за указом Катерини II, міський голова Арутюн Халибян, купець Макар Айрапетян — близький друг Мікаела Налбандяна. У 1873 році в храмі хрестили майбутнього поета Оноприоса Анопьяна. У 1883 році урочисто відзначався столітній ювілей храму. При храмі діяла парафіяльна початкова школа. У храмі була бібліотека, де зберігалися рукописні церковні книги на пергаменті.
Храм був закритий на початку 1930-х років. Будівля стали поступово розбирати. Руїни храму були остаточно зруйновані після Німецько-радянської війни. На його місці побудували п'ятиповерховий житловий будинок (1-я лінія, № 56).